# Вајена (Мисури)
Вајена (енгл. Vienna) град је у америчкој савезној држави Мисури.

## Демографија
По попису из 2010. године број становника је 610, што је 18 (-2,9%) становника мање него 2000. године.
| Група             | 2000.       | 2010.       |
| Белци             | 620 (98,7%) | 597 (97,9%) |
| Афроамериканци    | 0 (0,0%)    | 1 (0,2%)    |
| Азијати           | 1 (0,2%)    | 0 (0,0%)    |
| Хиспаноамериканци | 0 (0,0%)    | 3 (0,5%)    |
| Укупно            | 628         | 610         |